# اسبرانس
اسبرانس هي بلدة، في أستراليا، تقع في أستراليا الغربية، بلغ عدد سكانها 2,144  نسمة وذلك حسب إحصائيات سنة 2016، رمزها البريدي هو 6450.

## المناخ
يظهر الجدول التالي التغييرات المناخية على مدار السنة لاسبرانس:
| البيانات المناخية لـاسبرانس       | البيانات المناخية لـاسبرانس | البيانات المناخية لـاسبرانس | البيانات المناخية لـاسبرانس | البيانات المناخية لـاسبرانس | البيانات المناخية لـاسبرانس | البيانات المناخية لـاسبرانس | البيانات المناخية لـاسبرانس | البيانات المناخية لـاسبرانس | البيانات المناخية لـاسبرانس | البيانات المناخية لـاسبرانس | البيانات المناخية لـاسبرانس | البيانات المناخية لـاسبرانس | البيانات المناخية لـاسبرانس |
| الشهر                             | يناير                       | فبراير                      | مارس                        | أبريل                       | مايو                        | يونيو                       | يوليو                       | أغسطس                       | سبتمبر                      | أكتوبر                      | نوفمبر                      | ديسمبر                      | المعدل السنوي               |
| --------------------------------- | --------------------------- | --------------------------- | --------------------------- | --------------------------- | --------------------------- | --------------------------- | --------------------------- | --------------------------- | --------------------------- | --------------------------- | --------------------------- | --------------------------- | --------------------------- |
| الدرجة القصوى °م (°ف)             | 46.9 (116.4)                | 46.7 (116.1)                | 44.0 (111.2)                | 40.1 (104.2)                | 34.5 (94.1)                 | 27.7 (81.9)                 | 27.6 (81.7)                 | 32.1 (89.8)                 | 34.9 (94.8)                 | 40.9 (105.6)                | 42.7 (108.9)                | 45.3 (113.5)                | 46.9 (116.4)                |
| متوسط درجة الحرارة الكبرى °م (°ف) | 26.2 (79.2)                 | 26.2 (79.2)                 | 25.2 (77.4)                 | 23.2 (73.8)                 | 20.5 (68.9)                 | 18.1 (64.6)                 | 17.2 (63.0)                 | 18.0 (64.4)                 | 19.4 (66.9)                 | 21.2 (70.2)                 | 23.2 (73.8)                 | 24.6 (76.3)                 | 21.9 (71.4)                 |
| متوسط درجة الحرارة الصغرى °م (°ف) | 15.7 (60.3)                 | 16.1 (61.0)                 | 15.2 (59.4)                 | 13.3 (55.9)                 | 11.1 (52.0)                 | 9.2 (48.6)                  | 8.3 (46.9)                  | 8.6 (47.5)                  | 9.5 (49.1)                  | 10.8 (51.4)                 | 12.8 (55.0)                 | 14.4 (57.9)                 | 12.1 (53.8)                 |
| أدنى درجة حرارة °م (°ف)           | 8.3 (46.9)                  | 8.0 (46.4)                  | 7.4 (45.3)                  | 5.5 (41.9)                  | 2.9 (37.2)                  | 2.2 (36.0)                  | 1.4 (34.5)                  | 2.5 (36.5)                  | 2.7 (36.9)                  | 3.6 (38.5)                  | 4.9 (40.8)                  | 7.8 (46.0)                  | 1.4 (34.5)                  |
| الهطول مم (إنش)                   | 26.7 (1.05)                 | 26.3 (1.04)                 | 30.3 (1.19)                 | 43.9 (1.73)                 | 71.5 (2.81)                 | 77.0 (3.03)                 | 95.9 (3.78)                 | 83.0 (3.27)                 | 61.7 (2.43)                 | 46.5 (1.83)                 | 33.8 (1.33)                 | 19.8 (0.78)                 | 617.5 (24.31)               |
| متوسط أيام هطول الأمطار (≥ 0.1mm) | 6.2                         | 5.8                         | 8.1                         | 10.3                        | 13.8                        | 15.8                        | 17.1                        | 16.5                        | 14.2                        | 11.7                        | 9.6                         | 6.7                         | 135.8                       |
| Average afternoon رطوبة نسبية (%) | 58                          | 58                          | 58                          | 58                          | 59                          | 61                          | 60                          | 57                          | 58                          | 57                          | 58                          | 58                          | 58                          |
| المصدر:                           |                             |                             |                             |                             |                             |                             |                             |                             |                             |                             |                             |                             |                             |